# Bill Cassidy
William Morgan Cassidy (Highland Park, 28 de septiembre de 1957) es un político estadounidense afiliado al Partido Republicano. En 2015 reemplazó a Mary Landrieu en el Senado y desde entonces es el senador júnior de Luisiana en esa entidad. De 2009 a 2015 fue miembro del Congreso por el 6.º distrito congresional de Luisiana. De 2006 a 2009, del Senado de Luisiana. En los años 1990 fue demócrata y apoyó la campaña presidencial de Michael Dukakis en las elecciones de 1988. La Asociación Nacional del Rifle le ha donado 2.861.047 de dólares.